# Leslie Bricusse
Leslie Bricusse (Londres, 29 de janeiro de 1931 – 19 de outubro de 2021) foi um compositor britânico. Venceu dois Óscars na carreira, entre os quais um de melhor canção original em 1968 por "Talk to the Animals" no Doctor Dolittle e um de trilha sonora adaptada em 1983 por Victor/Victoria.

## Morte
Bricusse em 19 de outubro de 2021, aos noventa anos de idade.